# 남인희
남인희(南仁熙, 1952년 8월 8일 ~ )는 대한민국의 제2대 행정중심복합도시건설청장을 지낸 공무원이다. 본관은 의령이며, 경상남도 진주 출신이다.

## 학력
- 경남고등학교
- 서울대학교 토목학 학사
- 경희대학교 대학원 석사

## 경력
- 1991년: 부산지방국토관리청 시험실장
- 1993년: 대통령비서실 사회간접자본투자기획단
- 1994년: 건설교통부 도로정책과 과장
- 1998년: 건설교통부 교통시설국 국장
- ~ 1999년 6월: 건설교통부 건설지원실 건설기술심의관
- 1999년 6월 ~ 2001년: 원주지방국토관리청 청장
- 1999년: 건설교통부 부이사관
- 2001년 ~ 2002년: 부산지방국토관리청 청장
- 2002년 ~ 2005년: 건설교통부 도로국, 육상교통국 국장
- 2005년: 건설교통부 기획관리실, 정책홍보관리실 실장
- 2005년 6월 ~ 2005년 8월: 건설교통부 차관보
- 2005년 9월 ~ 2006년 11월: 건설교통부 기반시설본부 본부장
- 2006년 11월 ~ 2008년: 행정중심복합도시건설청장
- 2009년 ~ 2010년: 카이스트 KAIST 초빙교수

| 전임 이춘희 | 제2대 행정중심복합도시건설청장 2006년 11월 27일 ~ 2008년 11월 13일 | 후임 정진철 |